# Ellery Cairo
Ellery Cairo (ur. 3 sierpnia 1978 w Rotterdamie) – piłkarz holenderski grający na pozycji prawoskrzydłowego.

## Życiorys
Czarnoskóry Cairo rozpoczynał piłkarską karierę w amatorskim klubie Spijkenisse. Następnie trafił do szkółki piłkarskiej Feyenoordu i w 1994 roku mając 16 lat został włączony do kadry pierwszej drużyny. W tym samym sezonie zaliczył swój pierwszy mecz w Eredivisie, a było to 7 maja 1995 roku, a Feyenoord pokonał 3:2 PSV Eindhoven (Cairo w 75. minucie zmienił Gastona Taumenta). Wobec konkurencji w ataku Feyenoordu trafił z powrotem do drużyny młodzieżowej, a w 1997 roku został wypożyczony do filii Feyenoordu, Excelsioru Rotterdam, w której spędził dwa sezony grając w drugiej lidze. Do Feyenoordu wrócił na rundę wiosenną sezonu 1998/1999 i jako rezerwowy wywalczył mistrzostwo Holandii (9 meczów, 2 gole). W Feyenoordzie grał jeszcze w następnym sezonie, a latem 2000 przeszedł do FC Twente. Tam grał w pierwszym składzie przez trzy pełne sezony, ale zajmował z tym klubem miejsca w środku tabeli.
Latem 2003 Cairo przeszedł do klubu niemieckiej Bundesligi, SC Freiburg. W lidze zadebiutował 2 sierpnia w przegranym 1:4 wyjazdowym meczu z Bayerem 04 Leverkusen. Swojego pierwszego gola zdobył dopiero w 21. kolejce w zremisowanym 2:2 meczu z Borussią Mönchengladbach. Na koniec sezonu Freiburg uniknął degradacji do drugiej ligi, ale już rok później, czyli w 2005 zajmując ostatnią pozycję został zdegradowany o klasę niżej. Latem Cairo przeszedł do Herthy Berlin i jako rezerwowy (18 meczów, 1 gol) zajął z nią 6. miejsce w lidze. W sezonie 2006/2007 grał jeszcze słabiej – tylko 11 meczów i było pewne, że po sezonie odejdzie z zespołu.
Latem 2007 Cairo podpisał kontrakt z Coventry City, grającym w Football League Championship. Po zakończeniu sezonu nie przedłużono, jednak z nim kontraktu i za darmo przeszedł do NAC Breda. Następnie grał w Heraclesie Almelo, a także w AGOVV Apeldoorn, gdzie w 2012 roku zakończył karierę.
| Sezon   | Klub            | Kraj     | Rozgrywki             | Mecze | Bramki |
| ------- | --------------- | -------- | --------------------- | ----- | ------ |
| 1994/95 | Feyenoord       | Holandia | Eredivisie            | 1     | 0      |
| 1995/96 | Feyenoord       | Holandia | Eredivisie            | 0     | 0      |
| 1996/97 | Feyenoord       | Holandia | Eredivisie            | 0     | 0      |
| 1997/98 | SBV Excelsior   | Holandia | Eerste divisie        | 34    | 4      |
| 1998/99 | SBV Excelsior   | Holandia | Eerste divisie        | 19    | 9      |
| 1998/99 | Feyenoord       | Holandia | Eredivisie            | 9     | 2      |
| 1999/00 | Feyenoord       | Holandia | Eredivisie            | 19    | 3      |
| 2000/01 | FC Twente       | Holandia | Eredivisie            | 27    | 3      |
| 2001/02 | FC Twente       | Holandia | Eredivisie            | 29    | 2      |
| 2002/03 | FC Twente       | Holandia | Eredivisie            | 30    | 7      |
| 2003/04 | SC Freiburg     | Niemcy   | Bundesliga            | 30    | 1      |
| 2004/05 | SC Freiburg     | Niemcy   | Bundesliga            | 28    | 3      |
| 2005/06 | Hertha BSC      | Niemcy   | Bundesliga            | 18    | 1      |
| 2006/07 | Hertha BSC      | Niemcy   | Bundesliga            | 11    | 0      |
| 2007/08 | Coventry City   | Anglia   | Championship          | 7     | 0      |
| 2008/09 | NAC Breda       | Holandia | Eredivisie            | 24    | 1      |
| 2009/10 | NAC Breda       | Holandia | Eredivisie            | 22    | 1      |
| 2010/11 | Heracles Almelo | Holandia | Eredivisie            | 6     | 1      |
| 2011/12 | AGOVV Apeldoorn | Holandia | Eerste divisie        | 28    | 1      |
|         |                 |          | Łącznie w Eredivisie  | 167   | 20     |
|         |                 |          | Łącznie w Bundeslidze | 87    | 5      |